# Nakazawaia japonica
Nakazawaia japonica är en kräftdjursart som beskrevs av Murano 1981. Nakazawaia japonica ingår i släktet Nakazawaia och familjen Mysidae. Inga underarter finns listade i Catalogue of Life.